# Андролепсия
Андролепсия (от др.-греч. άνήρ — «человек», и др.-греч. λαμβάνω — «я беру») — законное похищение и удержание иностранцев в качестве заложников.
В Афинах существовал закон о том, что если афинянин умрёт насильственной смертью в каком-нибудь иностранном государстве, то на родственниках убитого лежит священная обязанность мстить за его смерть. Если же государство, где это случилось, отказывается дать удовлетворение или выдать убийцу и, следовательно, берёт на себя это преступление, то мститель за убийство имеет право прибегнуть к андролепсии. Так он может схватить до трёх граждан этого государства с тем, чтобы потом предать их афинскому суду. Если по суду андролепсия признавалась незаконной, то сам обвинитель подвергался наказанию.
В более поздний период удержание заложников являлось одной из разновидностей репрессалий.